# Massacre de Glencoe
O Massacre de Glencoe ou assassinato de Glen Coe (em gaélico escocês: Mort Ghlinne Comhann) ocorreu em Glen Coe nas Terras Altas da Escócia em 13 de fevereiro de 1692. Estima-se que 30 membros e associados do Clã MacDonald de Glencoe foram mortos por forças governamentais, supostamente por não terem jurado fidelidade aos novos monarcas, William III da Escócia e Mary II.
Em maio de 1690, o levante jacobita de 1689 não era mais uma ameaça militar séria, mas a agitação continuou nas remotas Terras Altas; com William também envolvido na Guerra dos Nove Anos, o governo escocês estava sob pressão para encerrá-la. Em março de 1690, os chefes jacobitas concordaram em jurar lealdade em troca de pagamentos em dinheiro, mas continuamente adiados; apesar de finalmente se comprometerem sob a Declaração de Achallader de junho de 1691, eles ainda não o haviam feito em dezembro.
O Secretário de Estado da Escócia, John Dalrymple, primeiro conde de Stair, decidiu dar o exemplo para alertar sobre as consequências de mais atrasos. Ao contrário do mito popular, os Glencoe MacDonalds não foram os únicos que não cumpriram o prazo, enquanto os Keppoch MacDonalds não juraram até o início de fevereiro. O motivo de sua seleção ainda é debatido, mas parece ter sido uma combinação de política interna do clã e uma reputação de ilegalidade que os tornou um alvo fácil.
Embora o massacre não tenha sido único na história escocesa e muitos dos que se opuseram a ele tinham pouca simpatia pelas vítimas, pelos padrões do final do século XVII a sua brutalidade chocou os contemporâneos. O evento se tornou um elemento significativo na persistência do jacobitismo nas Terras Altas durante a primeira metade do século XVIII e continua sendo um símbolo poderoso por uma variedade de razões.

## Massacre

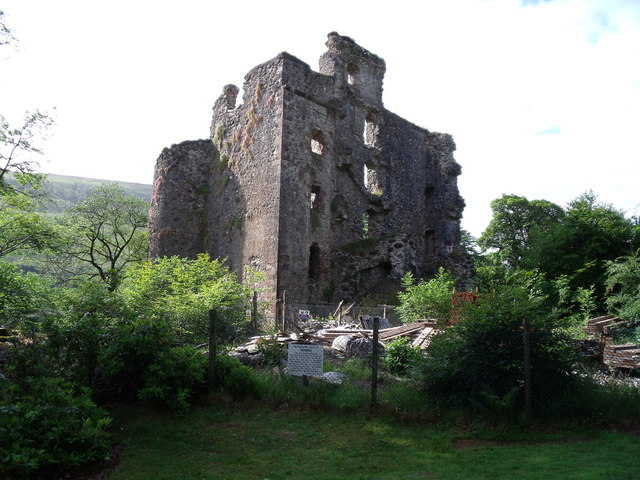
Casa de Glengarry; Castelo de Invergarry em 2009

No final de janeiro de 1692, duas companhias ou aproximadamente 120 homens do Regimento de Pé do Conde de Argyll chegaram a Glencoe vindos de Invergarry. Seu comandante era Robert Campbell de Glenlyon, um proprietário de terras local cuja sobrinha era casada com um dos filhos de MacIain. Campbell carregava pedidos de 'trimestre grátis', uma alternativa estabelecida para pagar impostos no que era uma sociedade basicamente sem dinheiro. Os próprios  MacDonalds de Glencoe foram alojados de forma semelhante aos Campbells quando serviam com os recrutamentos das Terras Altas usados para policiar Argyll em 1678.
Os regimentos das Terras Altas foram formados primeiro nomeando capitães, cada um responsável por recrutar sessenta homens de suas próprias propriedades. As análises para o regimento de outubro de 1691 mostram que a grande maioria veio de áreas devastadas em Argyll pelos Atholls de 1685 e 1686. Em 12 de fevereiro, Hill ordenou a Hamilton que levasse 400 homens e bloqueasse as saídas ao norte de Glencoe em Kinlochleven. Enquanto isso, outros 400 homens sob o comando do major Duncanson iriam se juntar ao destacamento de Glenlyon e varrer o vale para o norte, matando qualquer um que encontrassem, removendo propriedades e queimando casas.
Na noite de 12 de fevereiro, Glenlyon recebeu ordens escritas de Duncanson, transportadas por outro oficial de Argyll, o capitão Thomas Drummond; seu tom mostra dúvidas quanto à sua capacidade ou disposição para realizá-los. "Cuide para que isso seja posto em execução sem rixa ou favor, do contrário, você pode esperar ser tratado como alguém que não é fiel ao rei nem ao governo, nem como um homem apto para carregar comissário no serviço do rei." Como capitão da companhia Argylls Grenadier, Drummond era mais velho que Glenlyon; sua presença parece ter sido para garantir que as ordens fossem cumpridas, já que testemunhas deram provas de que ele atirou em duas pessoas que pediram misericórdia a Glenlyon.

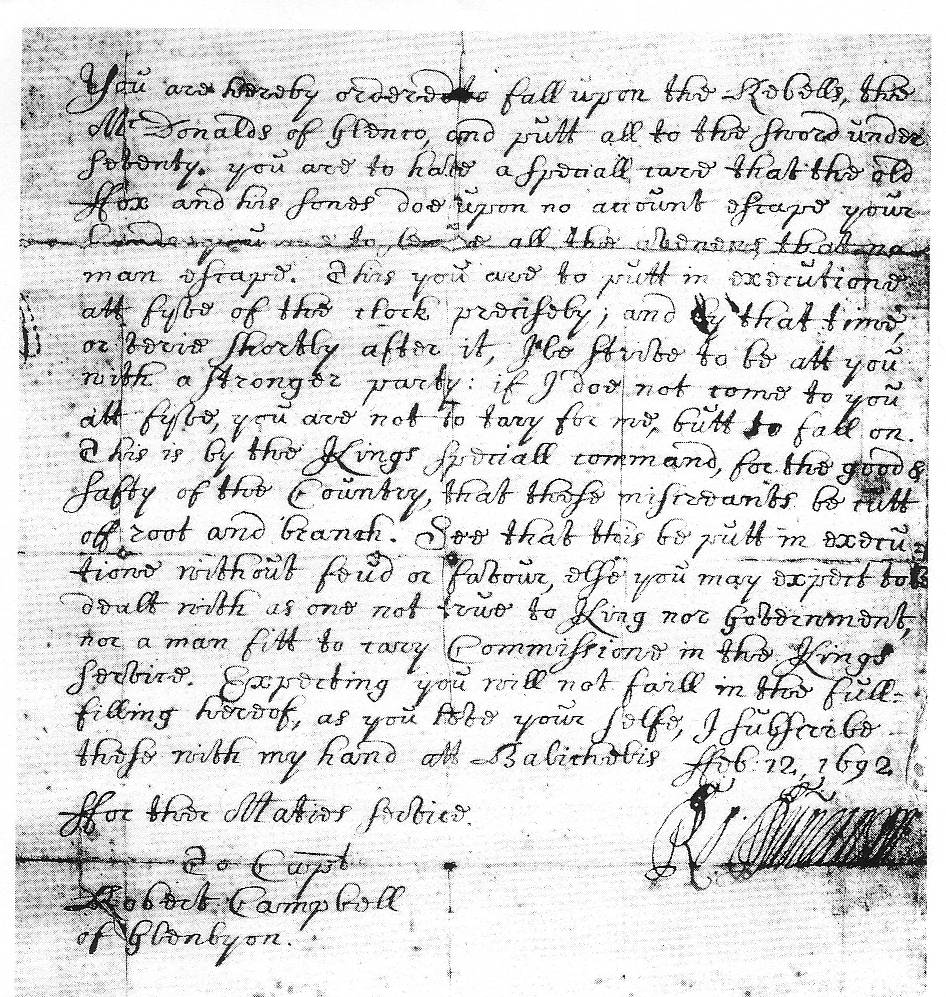
Ordens por escrito de Duncanson para Glenlyon

MacIain foi morto, mas seus dois filhos escaparam e a Comissão de 1695 recebeu vários números do total de mortes. O número frequentemente citado de 38 foi baseado em evidências de boatos dos homens de Hamilton, enquanto o MacDonalds alegou que 'o número que sabiam ser mortos era cerca de 25'. Estimativas recentes colocam o total de mortes resultantes do Massacre em 'cerca de 30', enquanto as alegações de que outras pessoas morreram por exposição não foram comprovadas.
As baixas teriam sido maiores, mas, seja por acidente ou intencionalmente, Hamilton e Duncanson chegaram depois que as mortes terminaram. Duncanson estava duas horas atrasado, apenas se juntando a Glenlyon no extremo sul às 7h, após o que eles avançaram pelo vale queimando casas e removendo o gado. Hamilton não estava em posição em Kinlochleven até as 11h00; seu destacamento incluía dois tenentes, Francis Farquhar e Gilbert Kennedy, que frequentemente aparecem em anedotas afirmando que eles 'quebraram suas espadas em vez de cumprir suas ordens'. Isso difere do depoimento que deram à Comissão e é improvável, uma vez que chegaram horas depois dos assassinatos, que ocorreram no lado oposto do vale.
Em suas cartas de 30 de janeiro ao tenente-coronel Hamilton e ao coronel Hill, Stair expressa preocupação de que os MacDonalds escapariam se avisados e enfatiza a necessidade de sigilo. Isso se correlaciona com a evidência de James Campbell, uma das empresas de Glenlyon, afirmando que eles não tinham conhecimento do plano até a manhã de 13 de fevereiro.
 

Em maio, o medo de uma invasão francesa significou que os Argylls foram enviados para Brentford, na Inglaterra, e depois para Flanders. O regimento permaneceu aqui até que a Guerra dos Nove Anos terminou em 1697; foi dissolvido e nenhuma ação foi tomada contra os envolvidos. Glenlyon morreu em Bruges em agosto de 1696, Duncanson foi morto na Espanha em maio de 1705, Drummond sobreviveu para participar de outro famoso desastre escocês do período, o Esquema de Darien.